# Шелби (окръг, Мисури)
Окръг Шелби (на английски: Shelby County) е окръг в щата Мисури, Съединени американски щати. Площта му е 1300 km², а населението - 6799 души (2000). Административен център е град Шелбивил.